# Tippelzone

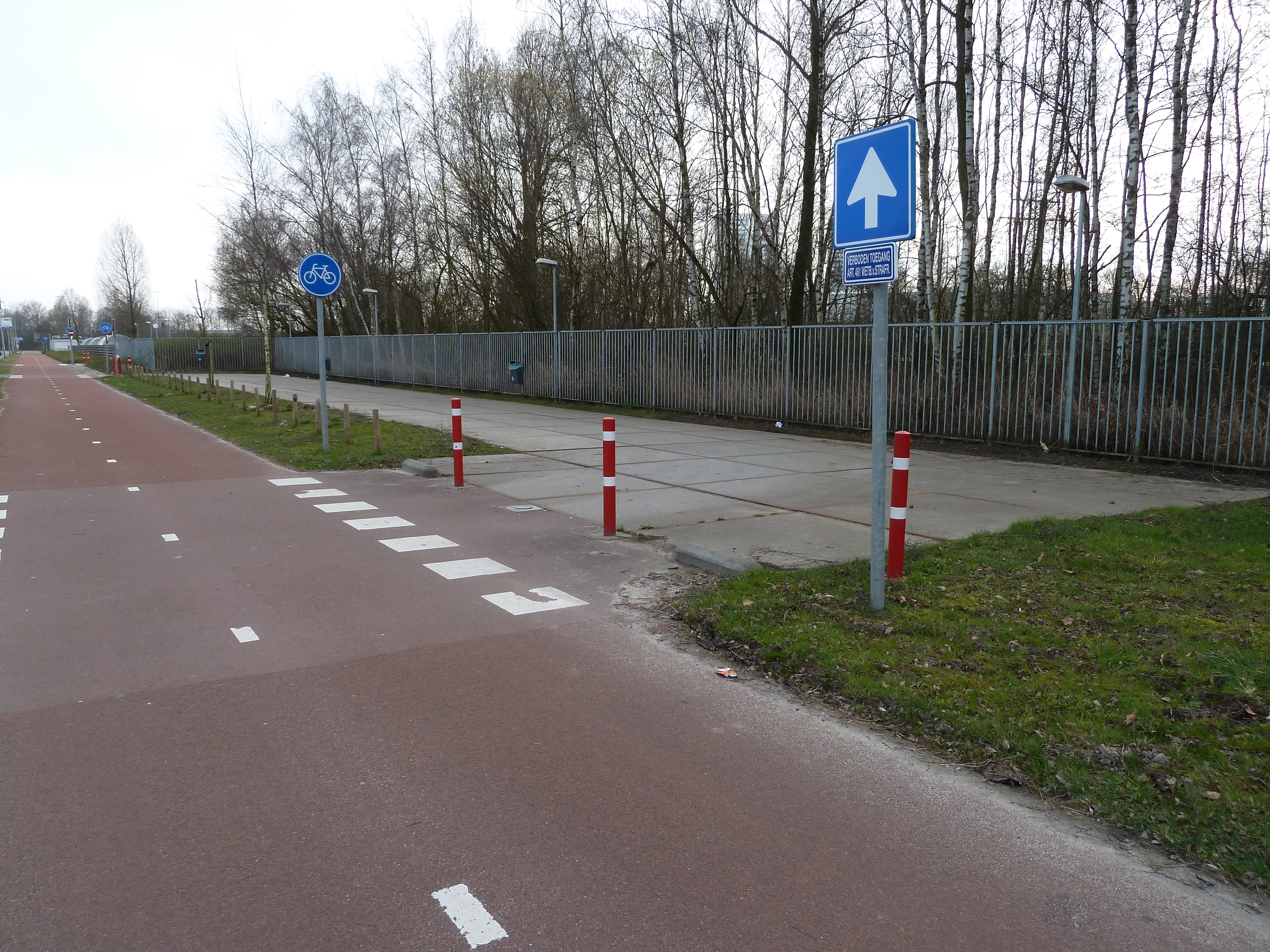
Tippelzone Groningen

Een tippelzone is een door de (lokale) overheid aangewezen plek waar tippelprostitutie wordt toegestaan, en soms gereguleerd.
Lokale overheden wijzen tippelzones aan om overlast door prostituees en hun klanten tegen te gaan door prostitutie op een (veelal enigszins afgelegen) plaats te concentreren. Bovendien kan de overheid op deze wijze meer grip op de branche krijgen met het oog op veiligheid, hygiëne, hulp, en bestrijding van vrouwenhandel en uitbuiting.
Meestal worden er op de tippelzone enkele voorzieningen aangeboden voor de prostituees, zoals medische hulp, gratis condooms, een 'huiskamer' of juridisch advies. Ook zijn er soms afwerkplekken, zodat de klanten en de prostituees niet van de zone af hoeven te gaan. Gemeenten hopen met een tippelzone ten eerste de overlast van inwoners van een stad te beperken en een beheersbare situatie op het gebied van straatprostitutie te creëren en de negatieve verschijnselen, zoals vrouwenhandel, uitbuiting en geweld beter te kunnen aanpakken. Ten tweede is het doel vaak om beter te kunnen controleren op minderjarige prostituees en de geldigheid van verblijfspapieren en werkvergunningen. Ten derde bieden de tippelzones de mogelijkheid in contact te komen met een groep prostituees die anders vooral 'ondergronds' zou werken, met alle risico's van dien.
Sommige tippelzones zijn feitelijk niets meer dan een aantal straten die worden aangewezen als gebied waar tippelen is toegestaan. Op andere plekken zijn de tippelzones echt voor dit doel aangelegd en ontworpen, zoals destijds in Amsterdam. Vaak wordt een tippelzone gecombineerd met strenger toezicht op straatprostitutie elders in de stad.

## Nederland

### Tippelzones in Nederlandse gemeenten
In Nederland hebben twee gemeenten een tippelzone:
- Arnhem sinds 1996
- Nijmegen sinds 2000

Historische tippelzones:
Den Haag opende de eerste Nederlandse tippelzone in 1983 en sloot die in 2006. 
Rotterdam opende de tweede Nederlandse tippelzone in 1984 en sloot die, na tussentijdse verplaatsing, in 2005.  
Amsterdam opende in 1985 een gedoogzone op de De Ruyterkade achter het Centraal Station. In 1996 werd alsnog een officiële tippelzone aan de Thamesweg in het Westelijk Havengebied ingericht en weer gesloten in 2003.  
Groningen opende in 1998 een zone en sloot deze in 2019. 
Utrecht opende in 1986 de tippelzone aan de Europalaan en sloot deze in 2021.  

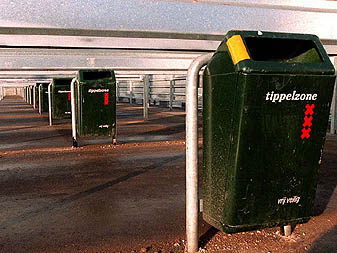
Tippelzone in Amsterdam

In de eenentwintigste eeuw hebben veel gemeenten besloten hun tippelzone te sluiten. Na de opheffing van het bordeelverbod werd het veel drukker op de zones. In 2001 nam het aantal prostituees op de zones verder toe door een toestroom van illegale vrouwen uit Oost-Europa. Op de zones was de georganiseerde criminaliteit actief in de vorm van vrouwenhandel. Door de drukte, de criminaliteit en het toenemend aantal geweldsincidenten werd de situatie op een aantal zones onbeheersbaar. Dit leidde tot sluiting van de tippelzones in Amsterdam (2003), Rotterdam (2005), Den Haag (2006), Eindhoven (2011). Heerlen werd in 2012 gesloten wegens gebrek aan belangstelling.
In reactie hierop besloten andere tippelzones, waaronder Utrecht, een vergunningssysteem in te voeren om te voorkomen dat prostituees van andere zones massaal zouden verhuizen naar de zones die nog open waren.
De tippelzone in Utrecht, ook wel "De Baan" genoemd werd op 30 juni 2021 door de gemeenteraad gesloten. De Baan moest plaatsmaken voor woningbouw in de Merwedekanaalzone en geen buurt in de stad bleek bereid als nieuwe locatie te worden ingericht.

## Duitsland

### Keulen
Tot 2001 vond
 in Keulen straatprostitutie plaats aan het Ebertplatz nabij de binnenstad. Volgens een sociaalpedagoge vond er gemiddeld elke week wel een geweldsincident plaats.
In 2001 besloot de gemeente, als eerste in Duitsland, om een officiële tippelzone in te richten, op een industrieterrein. Op die zone, aan de Geestemünder Straße, staan wat haltehuisjes en straatlantaarns, en zijn afwerkboxen, er is een ruimte voor vrouwen met douches, wastafels, toiletten, kluisjes en injectiespuitenautomaat. Er is ook een sober cafetaria in een container met broodjes, warme dranken, condooms, en adviesgesprekken. De gemeente, politie en de Sozialdienst katholischer Frauen waken over de veiligheid en de huisregels op de zone. In de eerste vier jaar is er, volgens de sociaalpedagoge, 20 à 25 keer een geweldsincident geregistreerd.
In 2004 verscheen een wetenschappelijke evaluatie van 'de verplaatsing van de straatprostitutie'.

### Dortmund
In Dortmund vond van oudsher tippelprostitutie plaats in stadsdeel Innenstadt-Nord. In 2001 is die tippelzone binnen hetzelfde stadsdeel verplaatst naar een industrieterrein in de omgeving van Ravensberger Strasse. De officiële status ervan is niet duidelijk. Wel is er al vanaf 2001 een centrumpje, in een soort keet, voor hulp een advies aan de prostituees, gerund en geleid door een katholieke liefdadigheidsinstelling, echter met parttimers betaald door het gemeente- en het Landsbestuur (Nordrhein-Westfalen). Begin maart 2010 nam dit centrumpje een nieuwe barak in gebruik met verblijfsruimte, dokterskamer, wc’s en douche. De tippelzone kent ook afwerkboxen.

### Essen
In Essen bestond in 2008 al sinds decennia een informeel gebied van straatprostitutie rond de Pferdebahnstraße. Rond 2002 werd dit gebied groter doordat de gemeente straatprostitutie op andere locaties verbood. Politie, gemeente en hulpverleners hielden er enig toezicht.
Medio 2008 besloot het gemeentebestuur, wegens ‘ruimtelijke ontwikkelingen’ rond deze tippelzone, dat de zone moest worden verplaatst.
Rond 9 maart 2009 is in een samenwerking van politie, gemeentelijke diensten en hulporganisaties de zone verplaatst naar het voormalige kermisterrein aan de Gladbecker Straße.
Het nieuwe tippelgebied is kleiner dan het oude, het is afgebakend en zo veel mogelijk afgeschot. Na ongeveer een week blijkt de nieuwe plek welwillend geaccepteerd te worden door zowel de prostituees als hun klanten. Vermoedelijk betalen de prostituees € 7,50 per dag als entreegeld.